# San Jose Earthquakes (1995)
San Jose Earthquakes is een Amerikaanse voetbalclub uit San José, Californië en speelt in de Major League Soccer, die het MLS-kampioenschap won in 2001 en 2003. De club speelt sinds 2015 haar thuiswedstrijden in het PayPal Park, dat plaats biedt aan 18.000 toeschouwers.
De eerste vier seizoenen speelde de club onder de naam San José Clash. Na tien seizoenen werd het team verhuisd naar Houston, Texas. Het palmares mocht echter niet mee verhuizen naar de stad waardoor er de facto een nieuwe club werd opgericht met de naam Houston Dynamo. Twee jaar later, in 2008, werd er opnieuw leven in de club geblazen en keerden de Earthquakes terug in de Major League Soccer. Van 2008 tot 2014 werd een thuisbasis gevonden in het Buck Shaw Stadium van Santa Clara University, een kilometer westelijker dan het eigen en huidige stadion van het team.

## Erelijst
- MLS Cup

Winnaar: 2001, 2003 (2x)
- MLS Supporters' Shield

Winnaar: 2005, 2012 (2x)
- Heritage Cup

Winnaar: 2009 (1x)

## Bekende (ex-)Quakes

### Spelers
- Jeff Agoos
- Víctor Bernárdez
- Jon Busch
- Joe Cannon
- Brian Ching
- Bobby Convey
- Troy Dayak
- Dwayne De Rosario
- Landon Donovan
- John Doyle
- Ronnie Ekelund
- Cristian Espinoza
- Alan Gordon
- Danny Hoesen
- Darren Huckerby
- Valeri Qazaishvili
- Chris Wondolowski

### Trainers
- Matías Almeyda
- Bruce Arena